# Annenborch

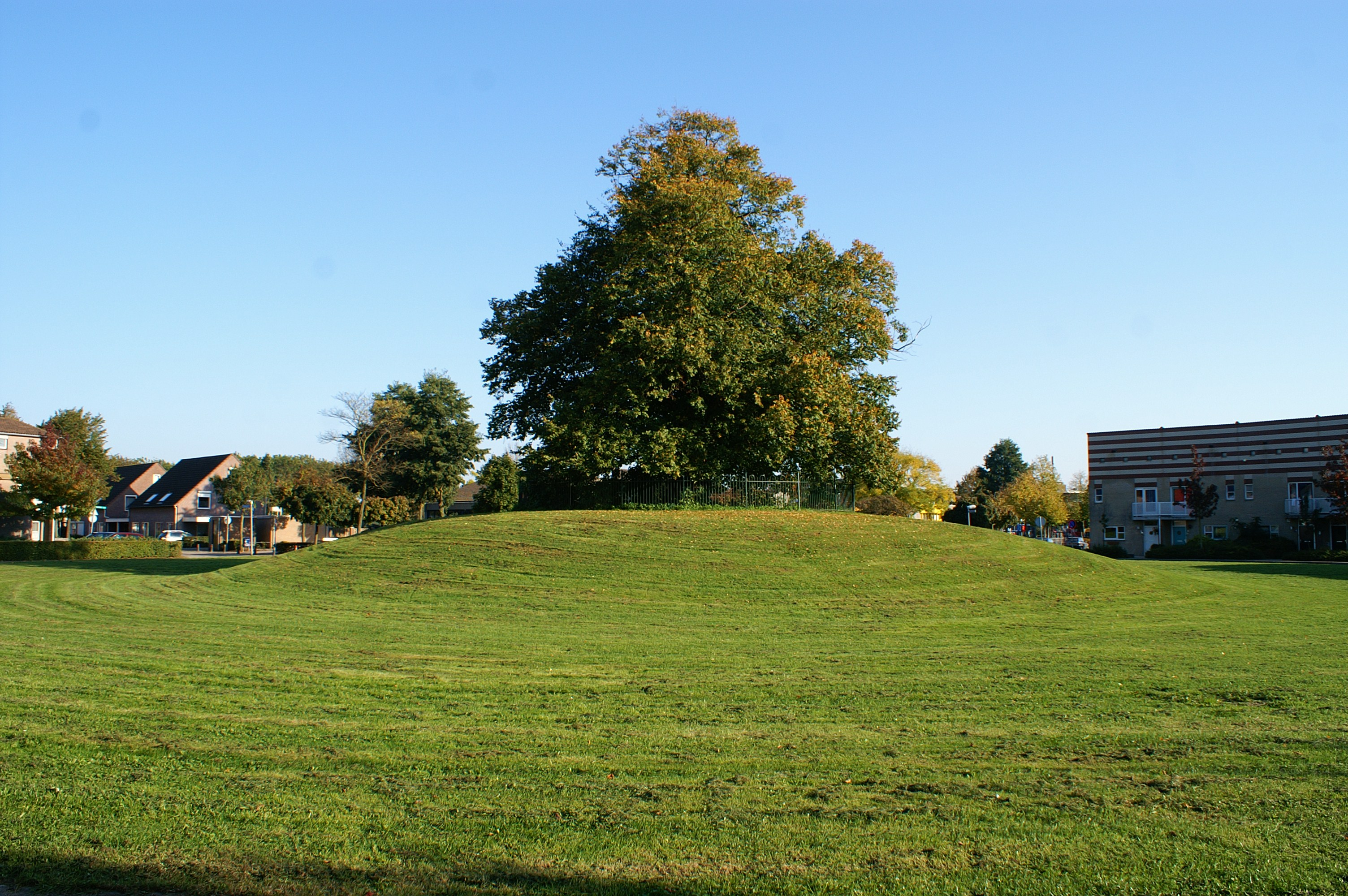
Kasteelheuvel

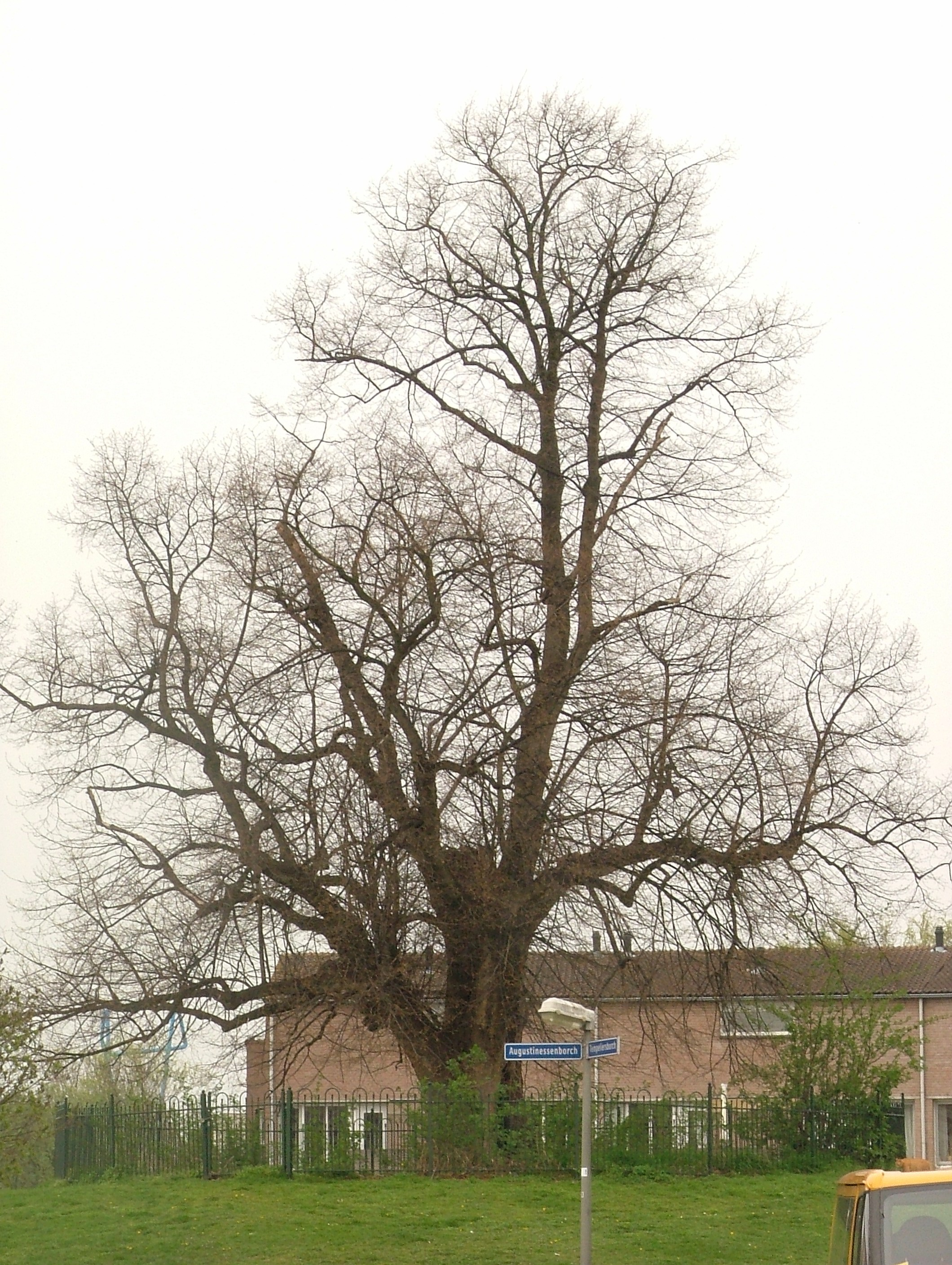
Monumentale boom op de voormalige kasteelheuvel

De Annenborch of Sinte-Annenborch was van 1485 tot 1572 een klooster van de zusters augustinessen in Rosmalen. Van oorsprong was het gebouw een burcht die de naam Rodenborch droeg, en rond 1400 moet zijn gebouwd als voorburcht voor een ouder mottekasteel. Restanten ervan zijn in 1986 gevonden bij archeologisch onderzoek voorafgaand aan de bouw van de wijk Overlaet. Op de overgebleven kasteelheuvel staat een monumentale Hollandse linde, vermoedelijk uit de 2e helft van de 18e eeuw.

## Geschiedenis
De burcht werd in 1444 vermeld als bezit van Aert Heijm(e), schildknaap. Door huwelijk van zijn dochter Aleijt kwam het bezit in de handen van Herman van Bronkhorst. In 1484 ging hij van Hendrik die Bije over in handen van Jan van Baexen (in de oorspronkelijke stukken vermeld als Johannes Wouters van Baecx), de latere heer van Rosmalen. Deze verkocht de burcht in 1485 voor 1200 Rijnlandse guldens aan priester Arnoldus, zoon van wijlen Petrus Michiels, met het doel er een nieuw klooster te vestigen voor het overbevolkte klooster Bethaniën op de Windmolenberg in 's-Hertogenbosch. Toen Arnoldus hem 450 Rijnlandse guldens schuldig bleef, schold Jan van Baexen hem dat bedrag kwijt, maar verbond daarvoor wel extra voorwaarden aan de verkoop. Een van die voorwaarden was dat de naam van de burcht veranderd zou worden in Sunte-Annenborch. Een tweede voorwaarde was dat Jan van Baexen zijn naam samen met die van Arnoldus vastgelegd wilde hebben als stichters van het klooster. De stichting van het klooster werd op 14 januari 1486 bekrachtigd door de bisschop van het bisdom Luik. Pas in 1505 namen de eerste zusters uit Den Bosch hun intrek in het klooster in Rosmalen.
In 1543 was het aantal nonnen geslonken tot zes, maar in dat jaar kregen ze versterking van de uit Helmond uitgeweken zusters augustinessen uit het klooster van Onze-Lieve-Vrouw in de Hage, dat in verband met de verdediging van de stad tegen Maarten van Rossum met de grond gelijk was gemaakt. In 1571 kwamen er nog vijf zusters uit het klooster Sinte-Annatroon in Driel naar het klooster bij Rosmalen. In 1572 werd in de Annenborch door aanhangers van de reformatie brand gesticht, en werden de nonnen verjaagd. Geholpen door Rosmalenaren, keerden de zusters, 21 in getal, terug naar 's-Hertogenbosch. Daar vonden ze nieuw onderdak in het huis De Cluijt, naast het Bogardenklooster in de Verwersstraat. In 1588 kregen ze er zelfs het inmiddels vrijwel ontvolkte Bogardenklooster bij.
Over het verval en de afbraak van de burcht is weinig met zekerheid bekend. Er is sprake van een brand in 1669, waarbij het huis Sint-Annenborch afbrandde, waarna de restanten werden verbouwd tot hoeve. Door de hoge ligging in het landschap zou de hoeve een belangrijke rol hebben gespeeld bij de vele overstromingen door de Maas. Op 20 juli 1767 werd het huis bij een hevig noodweer zwaar beschadigd, maar nog in 1778 werd er een reglement opgesteld waarin was vastgelegd dat de eigenaar van de hoeve bij hoog water een veerpont naar Gewande mocht bedienen. Op de Caart figuratief van de polders van Nuland, Rosmalen en Orthen, vervattende de Polder van der Eigen van Johan Camp, circa 1790, is het huis nog ingetekend.

## Uitkomsten archeologisch onderzoek
In de vijftiger jaren van de twintigste eeuw vond in het gebied een ruilverkaveling plaats. Delen van het terrein zijn daarbij geëgaliseerd, waarbij de aangetroffen restanten van muren werden verwijderd zonder gedocumenteerd te worden. In de jaren zeventig werd het terrein met de restanten van de burcht aangewezen als beschermd archeologisch monument. Bij een latere verkenning bleken de grenzen van het monument te krap te zijn gekozen. Door de plannen voor de nieuw aan te leggen woonwijk Overlaet werd het deel van de restanten dat buiten het monument lag bedreigd, en daarom werd in april en mei 1986 archeologisch onderzoek op het terrein verricht.
In de heuvel met de linde werden geen opgegravingen gedaan, maar er werd aan de noordkant wel een proefsleuf gegraven om een beeld te krijgen van de opbouw ervan. Duidelijk werd ook dat de heuvel aanvankelijk door een gracht omringd was. Vermoedelijk heeft hier de eerste burcht, een mottekasteel uit de dertiende eeuw, gestaan. Aan de noordzijde van de heuvel werd een ommuurd terrein van 26 bij 20 meter gevonden, omringd door een gracht van zeven tot tien meter breed. De muren moeten rond 1400 gebouwd zijn, als voorburcht bij de bestaande motte. In de zuidwesthoek van het ommuurde terrein werd een waterput gevonden. Aan de zuidzijde van deze uitbreiding, dus onmiddellijk tegenover de motte, vond men de restanten van twee halfronde poorttorentjes. Op die plek moet een brug over de gracht zijn geweest die de motte met de voorburcht verbond. Ook aan de noordzijde van de voorburcht was een brug. Die werd verdedigd door een buiten de gracht gelegen poortgebouw. Om de voorburcht en de motte samen lag nog een tweede gracht. De binnenste en buitenste gracht werden van elkaar gescheiden door een strook grond van acht tot tien meter breed. De voorburcht is vermoedelijk al snel als hoofdburcht gaan fungeren. Rond 1500 zijn er in de gracht aan de zuid- en westzijde vleugels aangebouwd. De zeer zware funderingen die hiervoor nodig waren, zijn bij de opgravingen teruggevonden.

## Verwijzingen naar de namen
De namen Rodenborch en Annenborch komen nog steeds terug in het huidige Rosmalen:
- Annenburgweg, de weg ten noorden van Overlaet.
- Annenborch, ouderenzorg in Rosmalen.
- Rodenborch College, middelbare school in Rosmalen.
- Rodenborchweg, de weg vanaf de Markt in Rosmalen tot aan de rotonde met de Laaghemaal, door Overlaet.